# Abeno
Abeno (jap. 阿倍野区 Abeno-ku) – jedna z 24 dzielnic Osaki, stolicy prefektury Osaka. Dzielnica została założona 1 kwietnia 1943 roku przez wydzielenie części dzielnicy Sumiyoshi. Położona w środkowej części miasta. Graniczy z dzielnicami Tennōji, Ikuno, Sumiyoshi, Higashisumiyoshi oraz Nishinari.
Na terenie dzielnicy znajduje się chram Abeno Jinja.